# Urogelides daviesae
Genre
Espèce
Urogelides daviesae, unique représentant du genre Urogelides, est une espèce d'araignées aranéomorphes de la famille des Salticidae.

## Distribution
Cette espèce est endémique du Queensland en Australie.

## Description
La carapace du mâle holotype mesure 1,10 mm de long et l'abdomen 1,28 mm de long sur 0,62 mm et la carapace de la femelle paratype mesure 0,96 mm de long sur 0,68 mm et l'abdomen 1,30 mm.

## Étymologie
Cette espèce est nommée en l'honneur de Valerie Todd Davies.

## Publication originale
- Żabka, 2009 : Salticidae (Arachnida: Araneae) from Oriental, Australian and Pacific regions: Astilodes and Urogelides, new genera from Australia. Insect Systematics & Evolution, vol. 40, no 4, p. 349-359 (texte intégral).